# エダケカビ科
エダケカビ科(Thamnidiaceae)は、接合菌門接合菌綱ケカビ目に含まれる分類群であった。小胞子嚢を作る群をまとめた分類群として長らく認められてきたが、現在は存在しない科となっている。

## 概要
ケカビ類は、よく発達した多核の菌糸からなる菌糸体を形成し、大きな胞子嚢を立ち上がる柄の先端につけるのを基本的な構造とする菌類である。さらに、小胞子嚢や分節胞子嚢などの、より特殊化した無性生殖器官をつけるものもある。エダケカビ科は、小胞子嚢をもつ種を含むものとして建てられた分類群である。
この科を最初に認めたのはBrefeld(1881)である。エダケカビ(Thamnidium)を代表として、大型の胞子嚢と、小胞子嚢を同時に生じるケカビ類を含めるものである。その後、ケカビ目の科がいくつも追加されたので、科の範囲にはいろいろな変遷がある。

## 変遷
この科の典型的な定義は、Lendner(1908)によるもので、それによると、この科に含まれるのは、胞子形成する柄の上に次のような二通りの異なったタイプの胞子嚢をつける。
1. 柄の先端には、大きくて多胞子の胞子嚢をつける。これは柱軸があり、その壁は溶けるようにくずれる。
2. 柄の側面からは小型で少数の胞子を含む胞子嚢をつける。これは独特の分枝を示し、その壁は崩れない。

後者が小胞子嚢であるが、胞子を一つしか含まない小胞子嚢は、分生子と区別が難しい。これをこの科に含めるかどうかで判断が分かれる。また、同一種であっても、大胞子嚢を形成しないことは往々にして見られる。とすれば小胞子嚢のみをつける型のものもここに含めることも可能となる。そのような点からも、この科の範囲に対する解釈が分かれる。
広義の場合、小胞子嚢をもつケカビ目すべてをこれに含める。その場合、クスダマカビやコウガイケカビもこの科に含まれる。しかしそれ以外の特徴から、これらは独立科と見なす場合が多い。
最も普通な扱いでは、科の特徴として次のようなものを挙げる。
- 大型の胞子嚢と小胞子嚢の両方をもつ、あるいはこのうちの大型の胞子のうを欠く。
- 大型の胞子嚢は、その壁が溶け崩れることで胞子を放出する。
- 小胞子嚢は少数の胞子を含むか単胞子、いずれにせよ、胞子と胞子のう壁の区別がつき、胞子嚢壁が丈夫で崩れにくい。
- 接合胞子嚢はケカビ型で、やや平行する菌糸間で互いに向き合うように伸びて接触した配偶子嚢の融合で形成される。

おおよそ以下のような属がこの科に含められる。ほとんどが腐生菌で、糞から発見されたものも多い。
- エダケカビ　Thamnidium：アポフィシスのない大きな胞子嚢と、その柄の基部の側面から出る二又分枝した小胞子嚢が特徴。
- ハリエダケカビ・マキエダケカビ Helicostylum：アポフィシスのない大きな胞子嚢と側面から出る枝先に小胞子嚢を単生。枝には不実の棘。寒冷地や冷蔵庫内に出現。
- サムノスチルムThamnostylum：胞子嚢にはアポフィシスがあり、小胞子嚢は巻枝状につく。T. piriformeは糞生菌として日本で普通。
- バクセラ Backusella：見かけは極めてケカビに似るが、胞子嚢柄から出る短い側枝に小胞子嚢や分生子をつける。土壌に普通。
- Pirella：胞子嚢柄の側面から細長い枝を出し、少数の洋梨型の小胞子のうをつける。
- Kirkomyces：マキエダケカビに似るが針状突起を持たない。
- エリソミケス Ellisomyces：二又分枝の先に小胞子のう。多数の厚膜胞子をつける。
- Fennellomyces：大きい胞子のうはアポフィシスあり、小胞子のうは側面に出て巻蔓状。当初はカラクサケカビと考えられた。
- Zychaea：胞子のう柄の分枝の先端はわずかに膨らみ、その表面に小胞子のうを多数つける。
- コケロミケス Cokeromyces：胞子のう柄の先端は頂のうで、その表面から細長い柄の先に小胞子嚢がついたものが出る。
- Phascolomyces：

次のものはこの科に含めることも別科とすることもある。
- イトエダカビ　Chaetocladium：三出分枝して先端が針状突起になる枝の内側に頂のうを生じ、その表面に単胞子の小胞子のうをつける。菌寄生菌。
- Dichotomocladium：二又分枝して先端が針状突起になる枝の内側に頂のうを生じ、その表面に単胞子の小胞子のうをつける。（以上二つはイトエダカビ科 Chaetocladiaceaeとすることもある）
- ガマノホカビ　Mycotypha：細長い頂嚢の表面に単胞子の小胞子嚢をつける。

（ガマノホカビ科 Mycotyphaceaeとする。かつてはクスダマカビ科 Cunninghamellaceaeとした。）
- Benjaminiella：頂のう表面から細長い柄のついた小胞子のうをつける。

（ガマノホカビ科）
- ラジオミセス　Radiomyces：頂嚢から多数の二次的頂のうを出し、その表面に小胞子嚢をつける。

（ラジオミセス科 Radiomycetaceae）
- Hesseltinella：主軸から輪生状に枝を出し、それぞれの先端の頂嚢の上に小胞子嚢をつける。

（ラジオミセス科かクスダマカビ科）

## 収束
上記のように、ケカビ目の分類体系において、この科は長く重要な位置を占めた。ところが、分子系統などの情報が集まるにつれ、上記のような無性生殖器官および有性生殖器官の形態による分類体系が真の系統を反映していないことが明らかになった。そのため大規模な体系の見直しが行われている。そんな中、エダケカビがケカビ科入りするという説が浮上した。そうなると、エダケカビ科そのものが存在しなくなる。2013年でもこのような体系が提唱されている。今後の変動はあるかもしれないが、この科の名は消える可能性が大きい。